# 매튜 커리 홈즈
매슈 커리 홈스(Matthew Joseph Currie, 1974년 5월 26일 ~ )는 캐나다의 배우이다.

## 영화
- 데몬: 악령의 저주 (2014년) - 웨슬리 역
- 울브스 (2014년)
- 스테이 엣 홈 대드 (2012년) - 스티븐 역
- 하우스 언더 씨즈 (2010년) - 맥스 역
- 데드 캠프 2 (2007년) - 엠 역
- 파이어월 (2006년) - 바비 역
- 더 포그 (2005년)
- 데스랜드 (2003년)
- 사이팅스 - 하트랜드 고스트 (2002년)